# Gale Norton
Pour les articles homonymes, voir Norton.
 (décembre 2018).
Si vous disposez d'ouvrages ou d'articles de référence ou si vous connaissez des sites web de qualité traitant du thème abordé ici, merci de compléter l'article en donnant les références utiles à sa vérifiabilité et en les liant à la section « Notes et références ».
Gale Ann Norton, née le 11 mars 1954 à Wichita (Kansas), est une femme politique américaine. Membre du Parti républicain, elle est secrétaire à l'Intérieur entre 2001 et 2006 dans l'administration du président George W. Bush.

## Biographie

### Enfance et études
Née en 1954, Gale Norton est diplômée en droit de l'université de Denver, dans le Colorado.

### Carrière ministérielle dans le secteur du droit, de l'agriculture et de l'environnement
Elle commence une carrière publique en tant que juriste à Washington, D.C. pour le département de l'Intérieur puis pour celui de l'Agriculture.
À la fin des années 1970, elle adhère au Parti libertarien, dont elle devient directrice nationale en 1980. Elle est associée à de nombreuses organisations libérales et environnementalistes. De 1991 à 1999, elle est Attorney general (ministre de la Justice) du Colorado.
En 1996, elle est candidate aux primaires du Parti républicain pour le poste de sénateur des États-Unis mais est écartée au profit du congressiste Wayne Allard, en partie à cause de ses convictions favorable au droit à l’avortement (pro-choix).

### Secrétaire à l'Intérieur

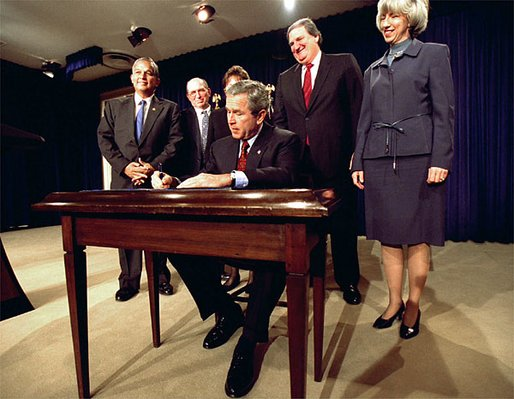
Gale Norton, autour du président Bush en 2002.

En 2001, elle devient secrétaire à l'Intérieur des États-Unis, première femme à occuper ce poste. En 2004, elle est pressentie comme possible candidate pour le Sénat des États-Unis dans son État du Colorado. Cependant elle renonce de concourir et le siège est gagné par le démocrate Ken Salazar.
Gale Norton est confirmée de nouveau à son poste de secrétaire à l’Intérieur après la seconde victoire présidentielle de George W. Bush, en novembre 2004.
Le 10 mars 2006, elle annonce son intention de démissionner de son poste de secrétaire à l'Intérieur. Dans sa lettre de démission, dont le contenu a été partiellement livré aux médias, elle explique qu'elle rejoindra le secteur privé à la fin du mois. Le 16 mars, George W. Bush nomme Dirk Kempthorne pour lui succéder.
Elle a été considérée[Par qui ?] comme « le principal défenseur de l'administration Bush pour l'expansion du forage pétrolier et gazier et d'autres intérêts industriels dans l'Ouest ».

### Carrière dans les affaires
Après ses fonctions gouvernementales, elle rejoint la compagnie pétrolière Shell en tant qu'avocate générale dans son activité d'exploration et de production.
Depuis 2017, elle travaille pour Norton Regulatory Strategies, une société de conseil spécialisée sur les réglementations environnementales. En 2012, elle a également été conseillère principale pour Clean Range Ventures, une société de capital-risque spécialisée dans l'énergie.
Elle est également membre du conseil d'administration de la Federalist Society, de la Reagan Alumni Association, de l'Institut des énergies renouvelables et durables de l'université du Colorado et de la société de fracturation hydraulique Liberty Oilfield Services. 